# Сим, Корнелиус
Корнелиус Сим (англ. Cornelius Sim; 16 сентября 1951, Сериа, Бруней — 29 мая 2021, Таоюань, Тайвань) — первый брунейский кардинал. Апостольский префект Брунея с 21 ноября 1997 по 20 октября 2020. Титулярный епископ Путии Нумидийской и апостольский викарий Брунея с 20 октября 2004 по 21 мая 2021. Кардинал-священник с титулом церкви Сан-Джуда-Таддео-Апостоло с 28 ноября 2020.

## Биография
Корнелиус Сим родился 16 сентября 1951 года. 26 ноября 1989 года он был рукоположён в священника в соборе Непорочного Зачатия Пресвятой Девы Марии города Сериа, став первым католическим священником уроженцем Брунея.
23 февраля 1998 года был назначен префектом апостольского викариата Брунея.
20 октября 2004 года Святой Престол назначил Корнелиуса Сима апостольским викарием апостольского викариата Брунея.
21 января 2005 года был рукоположён в епископа и назначен ординарием апостольского викариата Брунея.
29 мая 2021 года кардинал Сим скончался от рака в Таюане, на Тайване.